# Andrés Cisneros
Andrés Agustín Cisneros (Marcos Juárez, 8 de enero de 1945) es un abogado, politólogo y analista internacional argentino. Ocupó cargos en el Ministerio de Relaciones Exteriores, Comercio Internacional y Culto de la Nación durante la presidencia de Carlos Menem, llegando a ser Secretario de Relaciones Exteriores y Asuntos Latinoamericanos entre 1996 y 1999.

## Biografía
Nacido en Marcos Juárez (provincia de Córdoba), estudió abogacía y ciencias políticas en la Universidad del Salvador. Fue alumno y colaborador de Guido Di Tella.
Bajo la presidencia de Carlos Menem, en 1991 fue jefe de gabinete del Ministerio de Defensa de la Nación, encabezado por Di Tella, y luego jefe del gabinete del Ministerio de Relaciones Exteriores, Comercio Internacional y Culto de la Nación (también encabezado por Di Tella), hasta 1996. En ese período también formó parte de la creación de la Comisión Nacional de Actividades Espaciales (CONAE), integrado el directorio desde 1991 y siendo su vicepresidente en 1994.
Entre 1992 y 1996, fue además, Secretario General y de Coordinación de la Cancillería Argentina, hasta que en julio de 1996 fue designado Secretario de Relaciones Exteriores y Asuntos Latinoamericanos (viceministro), secundando a Di Tella. Ocupó el cargo hasta el final del gobierno de Menem en 1999.
Tras retirarse de los cargos públicos, se desempeña como analista internacional.

## Obras
- Historia General de las Relaciones Exteriores de la República Argentina. Quince volúmenes dedicados a la historia de las relaciones exteriores de la Argentina, desde 1806 hasta 1989. Dirigida por Carlos Escudé y Andrés Cisneros, con la colaboración de doce investigadores. Buenos Aires: GEL, 1998-2000.[6]
- Política Exterior Argentina 1989-1999: Historia de un éxito. Compilador. Buenos Aires: Centro de Estudios de Política Exterior, 1998.[4]
- Apuntes para una política exterior postkirchnerista: hacia políticas exteriores de Estado. Buenos Aires: Editorial Planeta, 2014.[7]